# Ymseborg

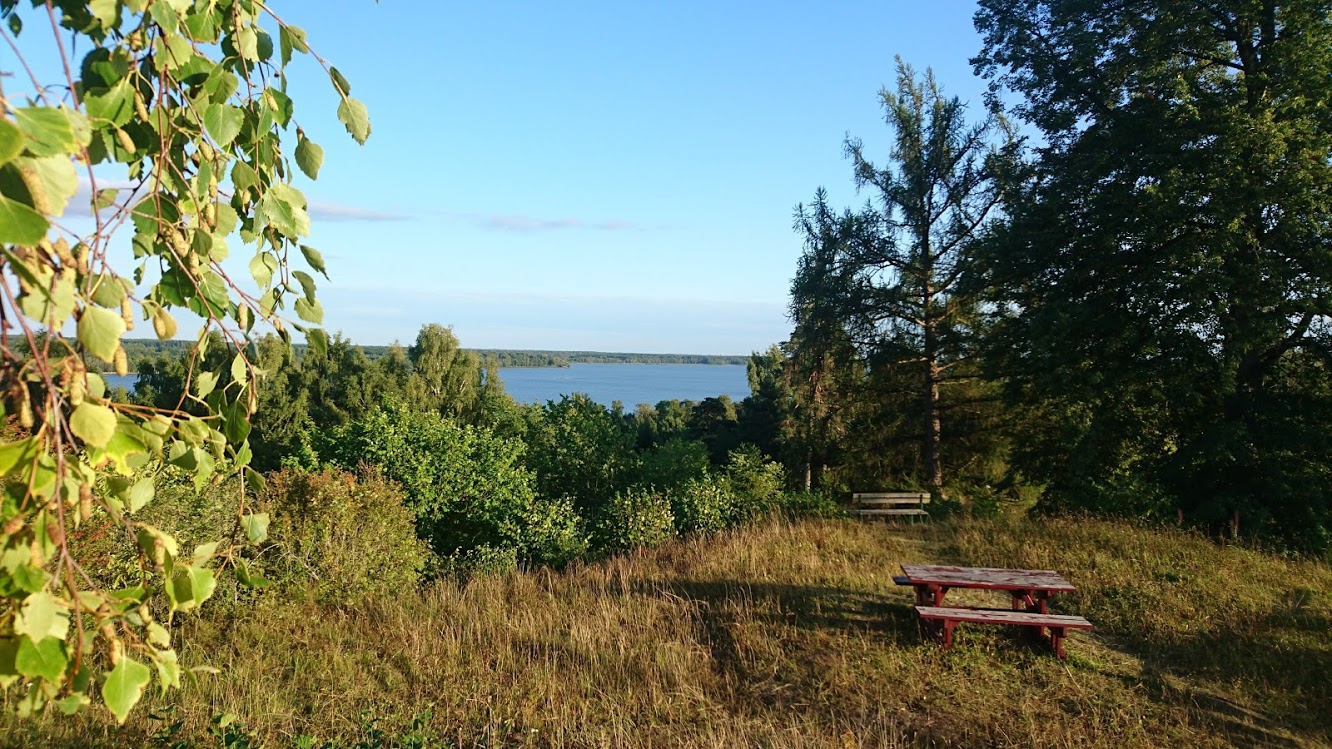
Fornborgen Ymseborg utanför Töreboda i Västra Götaland, Sverige.

Ymseborg var en folkungaborg och en fästning. Den låg på en höjd invid sjön Ymsen, mellan Vänern och Vättern, i Bäcks socken i nuvarande Töreboda kommun i Västergötland. Borgen är av okänd ålder men är troligen från 1200-talets början. Någon utförligare undersökning har aldrig skett.
Fästningen ägdes bland annat av Filip Knutsson under 1200-talets mitt och förstördes troligen 1282. Första gången borgen finns med i annalerna är på våren 1281, då Magnus Ladulås författar ett brev från borgen, då med stavningen Wmpsæborg.
Den spelade en viktig roll under Tredje folkungaupproret mot Magnus Ladulås (1278–1280). Gerhard I av Holstein fördes hit efter att ha blivit gripen i Skara.
Den har i sin uppbyggnad och plan likheter med anläggningarna Öresten, Opensten och Kinnaborg. Borgen har uppförts på en naturlig höjd med branta sidor på Ymsens västra strand. Genom uppdämning av ett vattendrag har ett kärr skapats åt landsidan. En lägre platå på södra sidan är avgränsad från borgen av en vallgrav och har förmodligen utgjort en förborg. Borgens kärna har bestått av ett kvadratiskt gråstenstorn med 10 meters sidor. Hela borgplatån har omgärdats av en vall eller ringmur som mäter omkring 20 X 30 meter. Borgen tjänade som stentäkt vid byggandet av herrgården Ymsjöholm på 1700-talet då åtskilligt material hämtades här.
Borgen förekommer också i Jan Guillous romaner Riket vid vägens slut och Arvet efter Arn.